# داني باين
داني باين (بالإنجليزية: Danny Payne)‏ (6 مارس 1957 بالولايات المتحدة - 10 يونيو 2005 في الولايات المتحدة) هو لاعب كرة قدم أمريكي في مركز الوسط. لعب مع أتلانتا تشيفز وCarolina Lightnin' ‏ وGeorgia Generals ‏ وساكرامنتو غولد ‏.

## وصلات خارجية
- داني باين على موقع قاعدة بيانات كرة القدم.إي يو (الإنجليزية)